# Lucero (Móstoles)
Lucero (también conocido como El Lucero o Luzero) fue una aldea situada entre los núcleos urbanos de Móstoles y Villaviciosa de Odón (Comunidad de Madrid, España), y que fue despoblada a lo largo de la segunda mitad del siglo XV. Estaría ubicada cerca de la zona que actualmente ocupan los polígonos industriales al norte del municipio de Móstoles.

## Historia[2]
De origen incierto (hay evidencia de restos arqueológicos de época romana), el área donde se ubicaba la aldea formaba parte del alfoz de la ciudadela de Calatalifa desde el siglo X, pasando al de Segovia en 1161. 
La aldea de Lucero aparece mencionada por primera vez en un documento del año 1354, donde se describe un pleito sobre el cobro de diezmos entre el obispo de Segovia y el arzobispo de Toledo. Se trataba de una aldea pequeña, que durante la segunda mitad del siglo XIV pertenecía a la jurisdicción de Toledo. En 1493, un documento ya la describe como despoblada. 
Según las Relaciones Topográficas de Felipe II, que se llevaron a cabo en Móstoles en 1576, en la respuesta número 56, se menciona la existencia del despoblado de Lucero, desconociéndose la causa de su despoblamiento por parte de los mostoleños. Los terrenos de Lucero se anexionaron a la jurisdicción de Móstoles a partir de 1565. 
A pesar de esto, se mantuvo como unidad catastral independiente de Móstoles ya hasta el siglo XVIII, mencionada en el Catastro de Ensenada, con una extensión 600 fanegas, usadas principalmente para el cultivo.
En la actualidad no se conserva ningún resto en pie del antiguo poblado.